# Gotti (film 1996)
Gotti: The Rise and Fall of a Real Life Mafia Don è un film per la televisione prodotto dall'emittente HBO con la regia di Robert Harmon. Il film vede la partecipazione di Armand Assante nel ruolo di John Gotti, il famigerato boss della famiglia Gambino, insieme a William Forsythe e Anthony Quinn.
Assante ha vinto un Emmy Award come miglior attore protagonista in una miniserie e lo stesso anno ha ricevuto una nomination al Golden Globe.
Michael Franzese, ex mafioso statunitense ed ex caporegime della famiglia Colombo a New York, ha dichiarato che "Gotti" è "il miglior film, o uno dei migliori film sulla mafia americana".

## Trama
Il film inizia nel 1973 a New York e termina nel 1992, con la condanna di Gotti. Nel film si evidenzia anche il rapporto di Gotti con tre altri mafiosi: un rapporto "padre-figlio" con l'underboss Aniello "Mr. Neil" Dellacroce, la sua profonda amicizia con il membro della sua banda Angelo Ruggiero, e il rispetto e la frustrazione finale per l'uomo che era diventato il suo underboss, Salvatore "Sammy the Bull" Gravano.
Il film descrive l'ascesa di Gotti all'interno della famiglia Gambino, iniziando da soldato, poi capitano (o capo) e infine boss, posizione che Gotti raggiunge nel 1985 attraverso il drammatico omicidio in pubblico del capo della famiglia, Paul Castellano nel 1985. Dopo l'omicidio di Castellano, il film si concentra sui processi legali di John Gotti: uno per aggressione e due per racket, condotti tramite la legge RICO (Racketeer Influenced and Corrupt Organizations). Il film termina con la condanna di Gotti all'ergastolo presso il penitenziario federale di Marion, nell'Illinois, causata dal fatto che Sammy Gravano accetta di testimoniare contro di lui.

## Produzione
Il film si basa principalmente sugli articoli del reporter Jerry Capeci, che ha anche scritto il libro che documentava l'ascesa e la caduta di Gotti all'interno della famiglia Gambino. Capeci è stato produttore esecutivo del film.
La produzione del film precede di circa tre anni quella della serie I Soprano, famosissima serie prodotta sempre dalla HBO. Nel film sono presenti diversi attori che poi faranno parte del cast della serie, come Tony Sirico, Vincent Pastore, Dominic Chianese, Frank Pellegrino, Frank Vincent, Dominic Chianese, George T. Odom e Patrick Ezerzer.